# Clonistria exornata
Clonistria exornata är en insektsart som beskrevs av Ludwig Redtenbacher 1908. Clonistria exornata ingår i släktet Clonistria och familjen Diapheromeridae. Inga underarter finns listade i Catalogue of Life.